# Phil Alden Robinson
Phil Alden Robinson (* 1. März 1950 in New York City) ist ein US-amerikanischer Filmregisseur und Drehbuchautor.

## Leben
Seine Karriere im Filmgeschäft begann Robinson als Drehbuchautor zu Beginn der 1980er Jahre, als er zwei Skripte für die Fernsehserie Trapper John, M.D. verfasste.
1987 gab Robinson sein Debüt als Regisseur mit der Komödie In the Mood, für die er auch selbst das Drehbuch verfasste. 1989 folgte mit Feld der Träume sein zweiter Film als Regisseur. Für diese Produktion war Robinson für den Oscar in der Kategorie Bestes adaptiertes Drehbuch nominiert. Auch der folgende Film Sneakers – Die Lautlosen war ein Erfolg.
2001 inszenierte Robinson eine Episode der Miniserie Band of Brothers – Wir waren wie Brüder. Für diese Arbeit erhielt zusammen mit den anderen beteiligten Regisseuren den Emmy. Für seinen 2000 inszenierten Film Freiheitsmarsch (Freedom Song) wurde er von der Writers Guild of America mit dem WGA-Award für das Fernsehen ausgezeichnet. Bereits 1994 hatte er den Valentine Davies Award erhalten.
Zuletzt war Robinson an der Entwicklung der Serie The Good Fight beteiligt, die seit 2017 ausgestrahlt wird.

## Filmografie (Auswahl)

### Regie
- 1987: In the Mood (The woo woo kid)
- 1989: Feld der Träume (Field of dreams)
- 1992: Sneakers – Die Lautlosen (Sneakers)
- 2000: Freiheitsmarsch (Freedom Song)
- 2001: Band of Brothers – Wir waren wie Brüder (Band of Brothers, Miniserie, Folge eins)
- 2002: Der Anschlag (The Sum of all Fears)
- 2014: The Angriest Man in Brooklyn
- 2016: Good Wife (The Good Wife, Fernsehserie, 1 Folge)

### Drehbuch
- 1984: Der Senkrechtstarter (Rhinestone) – Regie: Bob Clark
- 1984: Solo für 2 (All of me) – Regie: Carl Reiner
- 1989: Der Sunset-Killer (Relentless) – Regie: William Lustig
- 1992: Sneakers – Die Lautlosen (mit Lawrence Lasker und Walter F. Parkes) – auch Regie
- seit 2017: The Good Fight (Fernsehserie)